# Gołąb-Kolonia
Gołąb-Kolonia – wieś w Polsce położona w województwie lubelskim, w powiecie lubartowskim, w gminie Michów.
W latach 1975–1998 miejscowość należała administracyjnie do województwa lubelskiego.
Wieś stanowi sołectwo gminy Michów. Według Narodowego Spisu Powszechnego (III 2011 r.) wieś liczyła 42 mieszkańców.